# Теодор Наґ
Теодор Наґ (норв. Theodor Nag, 1 жовтня 1890 — 2 вересня 1959) — норвезький академічний веслувальник.
Бронзовий призер Олімпійських Ігор 1920 року в складі вісімки.